# Friedhelm Funkel
Friedhelm Funkel (Neuss, 10 december 1953) is een Duits voetbalcoach en voormalig voetballer.

## Spelerscarrière
Funkel begon als jeugdspeler bij Vfr Neuss, de lokale ploeg uit zijn geboortedorp. In 1973 maakte hij de overstap naar KFC Uerdingen 05. Na zeven seizoen speelde Funkel drie seizoenen voor 1. FC Kaiserslautern. Daarmee haalde Funkel in 1981 de finale van de Duitse beker. Die werd met 3–1 verloren van Eintracht Frankfurt. In 1983 keerde hij terug naar Uerdingen en bleef er tot 1990 voetballen. Hoogtepunt in zijn carrière betreft het winnen van de Duitse beker in 1985. Toen werd met 2–1 gewonnen van FC Bayern München.

## Trainerscarrière
In zijn laatste actieve seizoen als voetballer werd hij trainer van Neuss, de ploeg waar het voor hem allemaal begon. Na zijn actieve carrière bij Uerdingen werd hij aangesteld als assistent. Na slechts één jaar als assistent nam hij in het seizoen 1991/92 over als hoofdtrainer. In april 1996 nam hij over in MSV Duisburg en promoveerde onmiddellijk naar de Bundesliga. Op het einde van het seizoen 1999/00 werd Funkel bedankt voor bewezen diensten. De ploeg stond laatste en Funkel werd ontslagen. Enkele maanden later ging hij aan de slag bij Hansa Rostock. Daar bleef hij uiteindelijk maar één seizoen. 
In de loop van het seizoen 2002/03 ging Funkel aan de slag bij 1. FC Köln. Daar kon hij uiteindelijk de degradatie uit de Bundesliga niet meer vermijden.
In 2004 tekende Funkel een contract bij Eintracht Frankfurt. In zijn eerste jaar kon hij de promotie naar de Bundesliga bewerkstelligen. Het seizoen daarop, 2005/06, haalde hij met Frankfurt de finale van de Duitse beker. Die werd, opnieuw, verloren tegen Bayern München (0–1). Doordat Bayern München dat seizoen kampioen van Duitsland werd kon Frankfurt het seizoen 2006/07 aantreden in de Uefa Cup. De Uefa Cup werd echter geen succes. Frankfurt eindigde op de laatste plaats in een groep met Newcastle United, Celta de Vigo, Fenerbahçe en Palermo. Ook in de competitie gingen de resultaten in een neergaande spiraal en er werd een einde aan de overeenkomst gemaakt in 2009. In oktober 2009 tekende Funkel een contract bij Hertha BSC maar werd nog voor het einde van het seizoen de laan uitgestuurd. Na passages bij VfL Bochum, Alemannia Aachen en TSV 1860 München tekende Funkel in maart 2016 een contract bij Fortuna Düsseldorf. In het seizoen 2017/18 slaagde hij er in om met Düsseldorf te promoveren naar de Bundesliga.
Na een succesvoljaar in het seizoen 2018/20, waarin Düsseldorf tiende eindigde in de Bundesliga, stond het in januari 2020 (seizoen 2019/20) na 19 wedstrijden laatste met 15 punten. Funkel werd op 29 januari 2020 ontslagen en kondigde daarna zijn pensioen aan. 
Op 12 april 2021 werd Funkel door het noodlijdende FC Keulen gevraagd om de toen net ontslagen Markus Gisdol te vervangen. Funkel heeft 6 wedstrijden de tijd om Keulen van de degradatie te redden. Met de deal zou volgens Duitse media € 250.000 gemoeid zijn. Als eerste wapenfeit, zette Funkel assistent-coach Kaspari buiten.
Op 14 februari 2024 verving Funkel de coach van 1. FC Kaiserslautern, Dimitrios Grammozis, tot het einde van het seizoen 2023/2024. Hij bereikte met 1. FC Kaiserslautern de finale van de DFP Pokal, die met 0-1 werd verloren van het Bayer Leverkusen van trainer Xabi Alonso.

## Palmares

### Als speler
| Nationaal    |    |      |
| Duitse beker | 1x | 1985 |

1 Kwasigroch ·
3 Hoffmann ·
5 Heyer ·
6 Haag ·
7 Pejčinović ·
8 Jóhannesson ·
9 Vermeij ·
10 van Brederode ·
11 Kwarteng ·
12 Lunddal ·
15 Oberdorf ·
18  Niemiec ·
19 Iyoha ·
20  Siebert ·
21 Rossmann ·
22 Schmidt ·!
23 Appelkamp ·
24 Kownacki ·
25 Zimmermann ·
26 Schock ·
27 Jastrzembski ·
31 Sobottka ·
33 Kastenmeier ·
34 Gavory ·
35 Bunk ·
37 Savić ·
45 Affo ·
Coach: Thioune